# Nannoscincus slevini
Nannoscincus slevini är en ödleart som beskrevs av  Arthur Loveridge 1941. Nannoscincus slevini ingår i släktet Nannoscincus och familjen skinkar. IUCN kategoriserar arten globalt som starkt hotad. Inga underarter finns listade i Catalogue of Life.